# Piotr Pustelnik

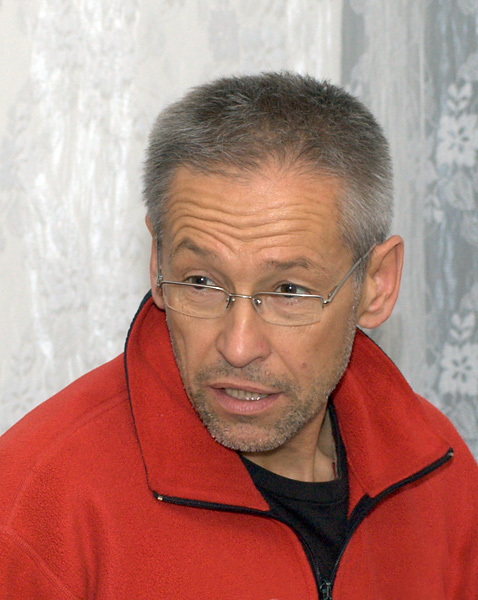
Piotr Pustelnik

Piotr Pustelnik (* 12. července 1951) je polský horolezec. V roce 2010 se stal 23. člověkem, který vylezl na všechny osmitisícovky. Stal se tak po Jerzy Kukuczkovi a Krzysztofu Wielickém již třetím Polákem jemuž se to povedlo. Na vysokých osmitisícovkách ovšem používal přídavný kyslík. Dosáhl také korunu planety, tedy nejvyšších vrcholů všech kontinentů. Pustelnik je doktorem v oboru chemické inženýrství a v současnosti pracuje na univerzitě v Lodži. Má dva syny, Adama a Pawla, kteří jsou rovněž horolezci.

## Úspěšné výstupy na osmitisícovky
- 1990 Gašerbrum II (8035 m)
- 1992 Nanga Parbat (8125 m)
- 1993 Čo Oju (8201 m)
- 1993 Šiša Pangma (8013 m)
- 1994 Dhaulágirí (8167 m)
- 1995 Mount Everest (8849 m) - s kyslíkem
- 1996 K2 (8611 m) - s kyslíkem
- 1997 Gašerbrum I (8068 m)
- 1997 Gašerbrum II (8035 m)
- 2000 Lhoce (8516 m) - s kyslíkem
- 2001 Kančendženga (8586 m) - s kyslíkem
- 2002 Makalu (8465 m) - s kyslíkem
- 2003 Manáslu (8163 m) - kyslík použit během spánku
- 2005 prostřední vrchol Broad Peaku (8006 m)
- 2006 Broad Peak (8047 m)
- 2010 Annapurna (8091 m) - s kyslíkem